# Tanysiptera nympha
Tanysiptera nympha , conhecida como martim-rabilongo-avermelhado é uma espécie de ave da família Alcedinidae. 
Pode ser encontrada nos seguintes países: Indonésia e Papua-Nova Guiné. Os seus habitats naturais são: florestas subtropicais ou tropicais húmidas de baixa altitude e florestas de mangal tropicais ou subtropicais. 